# Jacob Christoph Le Blon
Pour les articles homonymes, voir Le Blon (homonymie).
Jacob Christoph Le Blon (ou en allemand Jakob Christof Le Blon), né le 23 mai 1667 dans la Ville libre de Francfort (Freie Reichsstadt Frankfurt, Saint-Empire) et mort le 15 mai 1741 à Paris, est un peintre et graveur allemand.
Il est l'inventeur du premier procédé d'impression en trois couleurs (trichromie) à partir de plaques de cuivre traitées en manière noire.

## Biographie

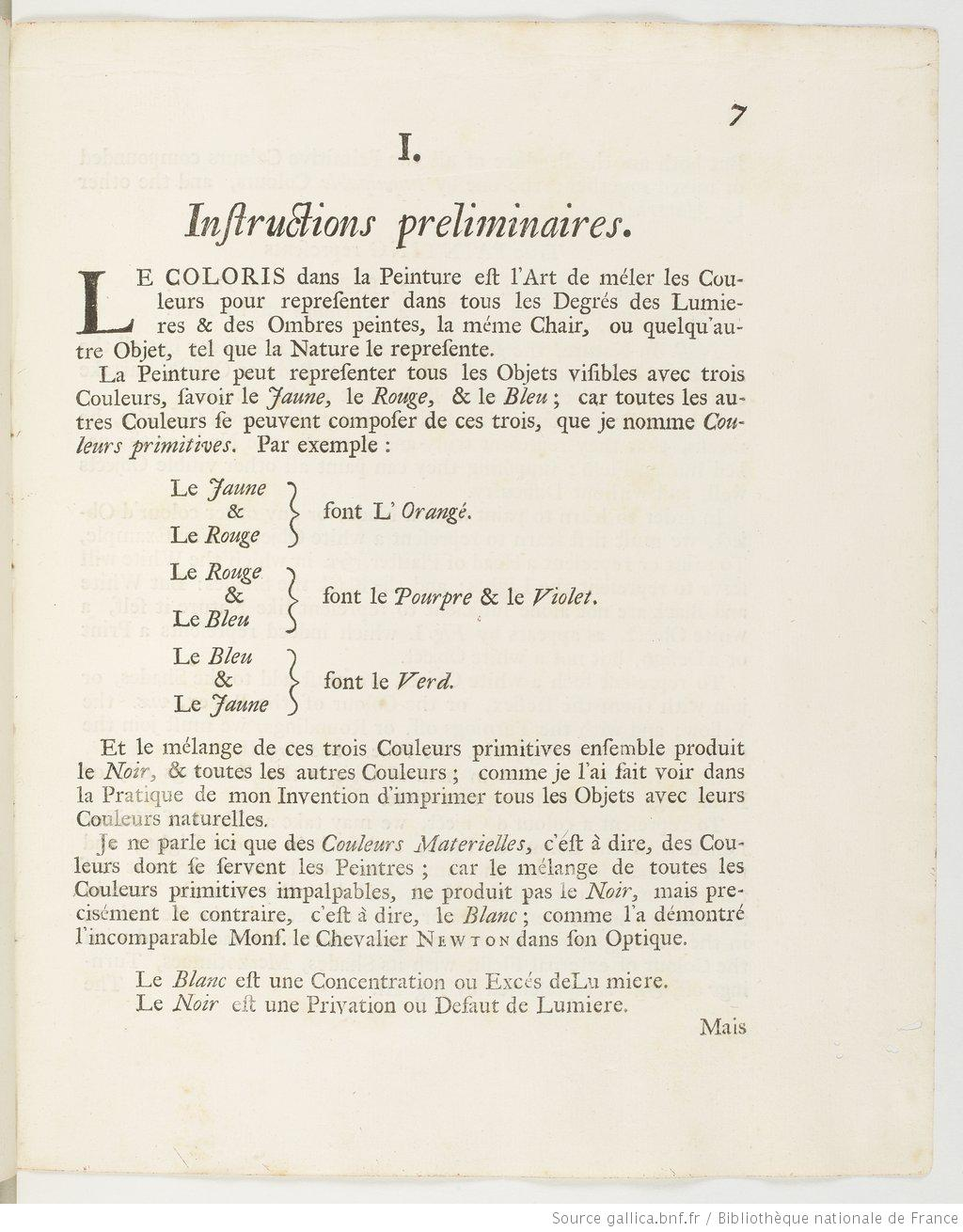
Première page des instructions préliminaires du Coloritto ou L'Harmonie du coloris de Le Blon (Londres, 1725).

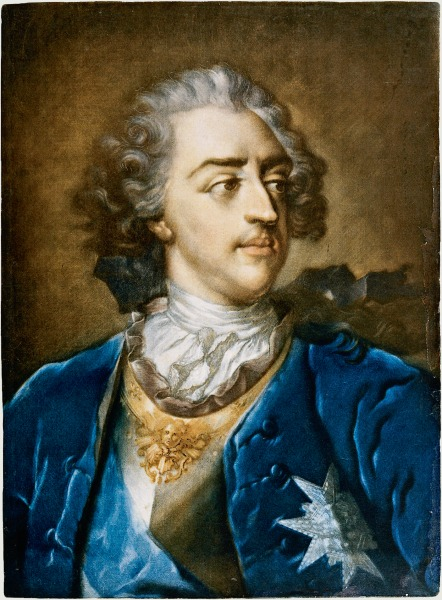
Portrait de Louis XV, gravure d'après Nicholas Blakey (1715-1758), épreuve finale en couleurs (1739).

L'ascendant de Le Blon est éminemment artistique : sa grand-mère est la sœur du grand graveur Matthäus Merian, père de la naturaliste Maria Sibylla Merian. Son père, d'origine huguenote, est Christoph Le Blon dit « l'ancien » (1639-1706), graveur sur cuivre et éditeur à Francfort.
Jacob Christoph devient de 1696 à 1702 l'élève de Carlo Maratta à Rome. Durant son séjour, il croise le peintre et graveur néerlandais Bonaventura van Overbeek (1660–1705) qui entreprend l'exécution d'esquisses sur Rome pour un ouvrage qui paraîtra après sa mort, en 1708 : le frontispice qui orne cet ouvrage est un portrait de l'artiste, dessiné par Le Blon.
Van Overbeek l'emmène à Amsterdam où il s'établit de 1705 à 1717. Il exécute six planches de l'illustration d'un petit traité d'anatomie, intitulé Generaale proportie voor de onderscheidene lengte der beelden, publié en 1707 dans un ouvrage de Lambert ten Kate (en) ; puis il gagne sa vie principalement par la production de miniatures. Il peint aussi des paysages avec quelque succès. Entre-temps, il entreprend un séjour à Londres où il apprend la technique de la taille-douce, puis perd ses deux enfants en bas âge : son épouse, Gerarda Vloet, meurt en 1716. Il se lie au peintre Arnold Houbraken, lequel évoque Le Blon dans son ouvrage dans un chapitre relatif aux peintres allemands et qui gravera certains de ses portraits peints. En 1720, il met au point à La Haye son système d'impression en couleurs en demi-teintes, appuyée sur une « science du coloris » dont les premiers essais remontent à 1710 ; mais ne trouvant pas suffisamment d'amateurs, il se rend à Paris. Ne trouvant pas non plus dans cette ville le moyen de monter son affaire malgré l'intérêt que suscite son procédé, il passe en Angleterre.
C'est donc à Londres que grâce à un mécène et des investisseurs, il commence à exploiter son invention par la vente de reproductions en couleurs de peintures, et des portraits imprimés de personnalités connues du public : on en connaît plusieurs dizaines à ce jour. Il parvient à obtenir un privilège (équivalent d'un brevet) et publie, toujours à Londres, un traité bilingue anglais et français sous le titre Coloritto (ou L'Harmonie du coloris dans la peinture; reduite en pratique mecanique et à des regles sures & faciles : avec des figures en couleur, pour en faciliter l'intelligence, non seulement aux peintres, mais à tous ceux qui aiment la peinture) qui détaille son invention et reproduit même des tirages exécutés en couleurs selon sa technique.
Il ne prospère cependant pas et épuise ses fonds avant d'avoir pu trouver une clientèle suffisamment nombreuse pour ses productions, dont le prix, s'il était de beaucoup inférieur à celui d'une copie de tableau faite au pinceau par un artiste, était cependant largement supérieur à celui des estampes rehaussées selon des techniques déjà existantes (coloriage à main levée, au pochoir, sans oublier la gravure sur bois en couleurs et l'encrage à la poupée). Il tente, également en Angleterre, de lancer une technique destinée à la reproduction mécanique d'images en couleur sous forme de tapisseries à partir de fils rouge, bleu, jaune et noir, pour laquelle il avait aussi obtenu un brevet. La mode de la tapisserie décorative ayant passé, sa deuxième tentative commerciale échoue en 1730. Durant sa période londonienne, il a pour élève Jan l'Admiral, et produit entre 1737 et 1741 des planches anatomiques du corps humain à partir du procédé en couleurs de Le Blon.
Il vient finalement en 1735 à Paris, où il est déjà connu, dans l'espoir d'y faire de meilleures affaires. Il produit en 1739 un portrait du roi Louis XV, après quoi il se voit octroyer un privilège pour son procédé d'impression en couleurs. Il réalise plusieurs portraits de personnalités comme le cardinal Fleury. Il se remarie. Il s'associe avec le mécène Antoine Gautier de Montdorge, un proche du roi. Il travaille sur des planches anatomiques intégrant sa technique, pour lesquelles il reçoit d'importantes souscriptions : peut-être s'agit-il là du futur Myologie complete en couleur et grandeur naturelle, composée de l'Essai et de la Suite de l'Essai d'anatomie en tableaux imprimés sur des textes de Joseph-Guichard Duverney (paru en 1746).
Après la mort de Le Blon (qui laisse une fille unique, Marguerite, 5 ans à peine, pour seule héritière), un de ses anciens élèves, Jacques Gautier d'Agoty, hérite du privilège puis conteste l'apport de Le Blon ; il affirme que les gravures de son ancien maître devaient être retouchées à la main, et que Le Blon utilisait plus de plaques que le procédé ne le prescrivait. Il revendiquait, abusivement, plusieurs améliorations du procédé, dont l'usage systématique de la quatrième couleur, le noir : ces assertions sont aujourd’hui considérées comme fausses. D'Agoty se spécialisa dans la production de sujets plus faciles, et utilisa une version simplifiée du procédé, reposant principalement sur la gravure en noir et les aplats de couleur alors que Le Blon avait eu pour objectif la vente de portraits de qualité et de reproductions de tableaux peints. Il profita d'autre part de cette technique pour honorer le contrat concernant les planches d'anatomie : il est fort probable que Marguerite Le Blon par l'intermédiaire de son protecteur Gautier de Montdorge put néanmoins récupérer une partie de l'héritage paternel, comme semble l'attester la préface et le privilège attachés à la réédition du Coloritto par Jombert en 1756 à Paris.

## L'impression en demi-teintes couleurs: le procédé

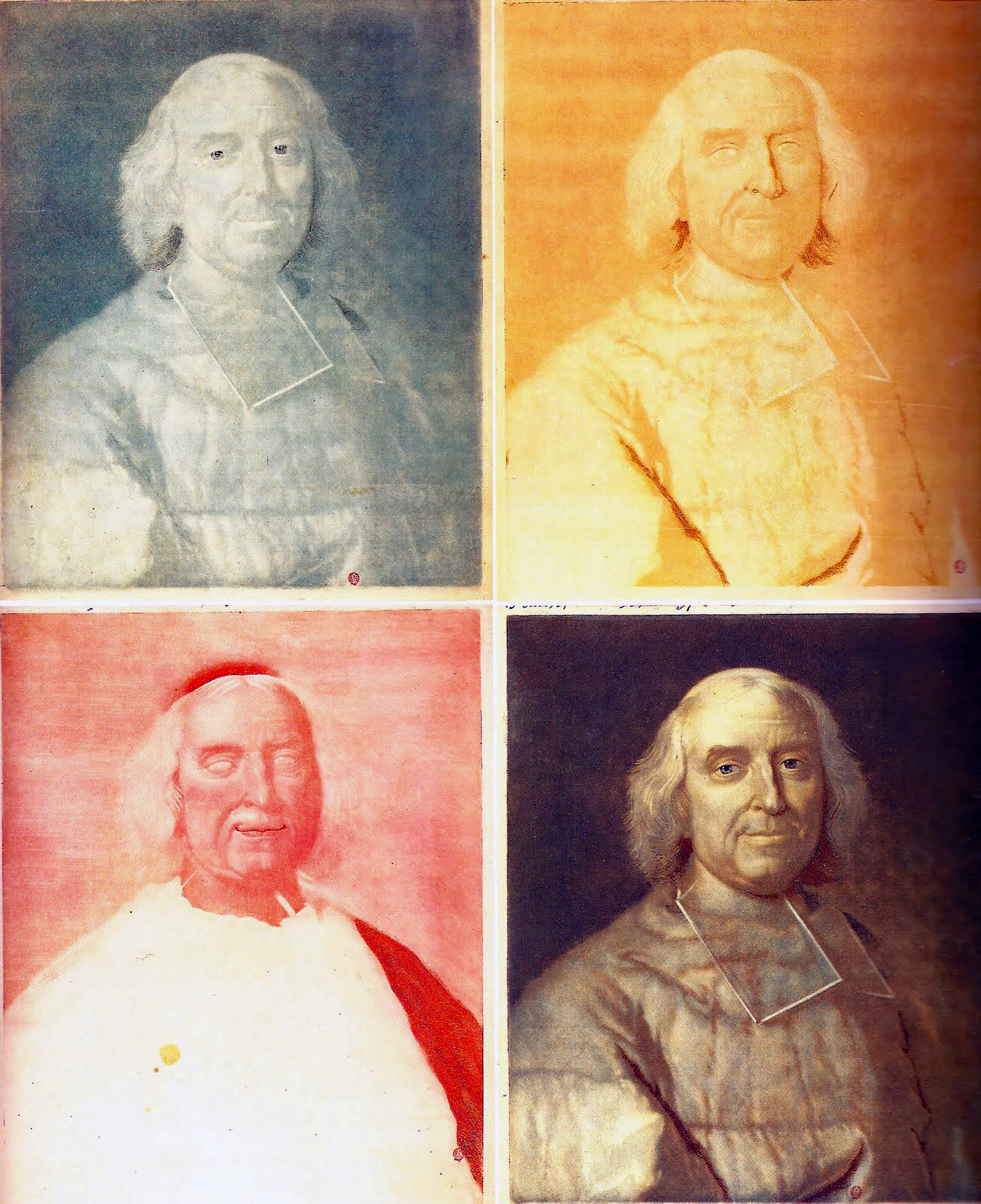
Tirages séparés des quatre plaques: indigo, jaune, carmin, bistre d'une gravure en demi-teintes couleurs par Jacob Christoph Le Blon (1738) d'après un tableau de Hyacinthe Rigaud du cardinal Fleury.

Le Blon a inventé non pas exactement l'estampe en couleurs, car il se produisait déjà avant lui, soit en gravure sur bois, soit sur cuivre, des gravures monochromes sur lesquelles on appliquait des aplats de couleurs, soit gravés sur bois, soit au pochoir, soit étalés à la main par des ouvriers dans les contours imprimés. L'imprimerie en couleurs de Le Blon produit des images demi-teinte en couleurs. Il en explique les principes dans son Coloritto de 1725.
L'estampe en couleurs produite selon la technique inventée par Le Blon est un travail entièrement artistique, sans intervention de moyens optiques ou mécaniques (hormis la presse). Il se base sur le travail en manière noire de trois ou quatre plaques de cuivre. L'artiste s'assiste de procédés pour reporter exactement les traits les plus sombres, qui sont imprimés dans les trois ou quatre couleurs, d'une plaque de cuivre sur l'autre. Mais avant tout, il nécessite une analyse de l'image pour traduire le motif en 4 couleurs fondamentales : aucun système n'existait avant Le Blon et il fallut attendre les années 1840-1860 pour qu'un tel procédé soit opérationnel grâce aux techniques photographiques. Les couleurs d'impression sont choisies selon le sujet à représenter, de façon à obtenir le meilleur rendu des tons chair s'il s'agit d'un portrait, des ciels et des feuillages s'il s'agit d'un paysage, etc.
Cette technique de report du motif à partir d'une plaque sur plusieurs autres à l'identique, le choix des teintes, puis l'impression des différentes épreuves intermédiaires, nécessitait une grande adresse et une précision dans le geste, talent dont Le Blon ne manquait pas, au vu de la qualité de ses gravures : il semblerait que cette technique lui demandait surtout beaucoup de temps, et que le marché de l'estampe à cette époque était en grande demande. Selon Maxime Préaud, « L’intention première de Le Blon était de remplacer les tableaux de maîtres par de l’estampe en couleurs, de faire en quelque sorte de la peinture pas cher. En fait, il s’est aperçu que ça coûtait beaucoup plus cher de faire une estampe en couleurs que de faire une copie peinte. On croit toujours que la gravure n’est pas chère à fabriquer mais ce n’est pas vrai du tout. Ça demande des heures de travail, c’est très complexe, souvent bien plus que la peinture, et en l’occurrence il fallait le génie de Le Blon pour peser la quantité exacte de bleu, de jaune et de rouge qui permettrait de retrouver les couleurs originelles. Le Blon a compris que son procédé était un excellent moyen de reproduire l’anatomie. Ça a abouti plus tard à la codification des différentes parties du corps humain : artères en rouge, veines en bleu, etc. »
L'impression en couleurs posait des problèmes aussi considérables à l'imprimeur, et d'autant plus qu'il s'agit de grands formats. Il ne suffit pas que les plaques soient rigoureusement superposables ; il faut encore que le papier ait gardé, d'une passe à l'autre, la même dimension. Or on imprime sur papier mouillé, et chaque passe l'essorre et le lamine entre deux rouleaux (EF, p. 59). La presse aplatit les reliefs du cuivre, et après quelques dizaines ou centaines d'exemplaires, les couleurs s'atténuent, et on ne peut que vendre au rabais ces tirages moins bons.

### Hors-textes duColoritto
Neuf pages présentées en hors-texte sont proposées par Le Blon dans son Coloritto qui se compose d'une quarantaine de pages en tout. Ces épreuves numérotées I à VIIII montrent dans un premier temps les trois états intermédiaires permettant d'obtenir l'estampe finale en couleurs du portrait d'une jeune-femme (non identifiée). Les cinq épreuves suivantes (V à VIIII) montrent la reproduction de palettes en apposition à deux portraits gravés comportant selon Le Blon, d'une part « du vermillon pour la teinture principale », d'autre part, de « la terre rouge pour la teinture générale ». Le Blon énumère ainsi les degrés de lumière et d'ombre : « La Mezze-Teinte » ; « La Teinture réfléchie » ; « Le Reflex » ; « Les trois differens degrez du grand Ombre » ; « La Touche » ; « Le Luisant » ; « Les deux Luisants differens » ; « Le Fuyant du côté de la Lumière » ; « Les deux Fuyants dans l'Ombre ».

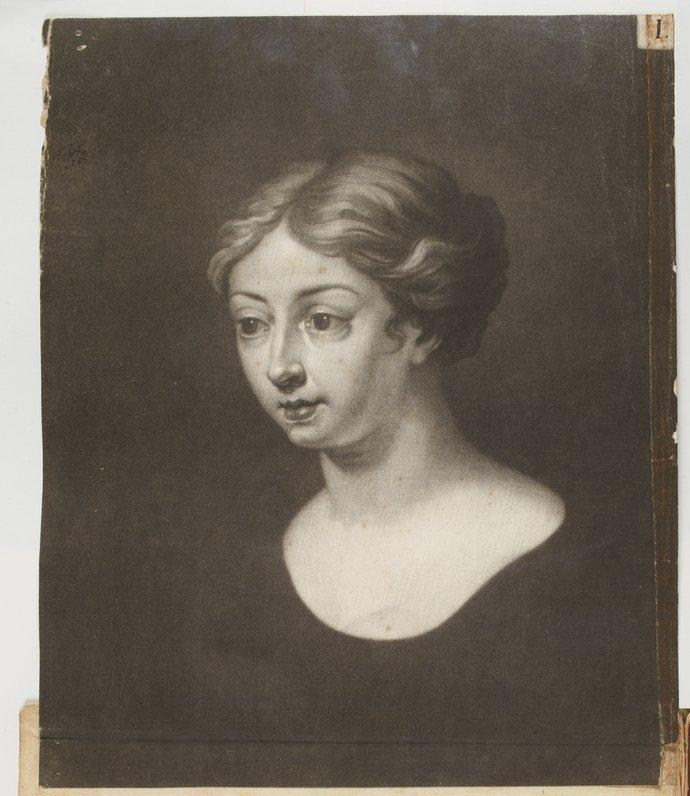
Fig. I
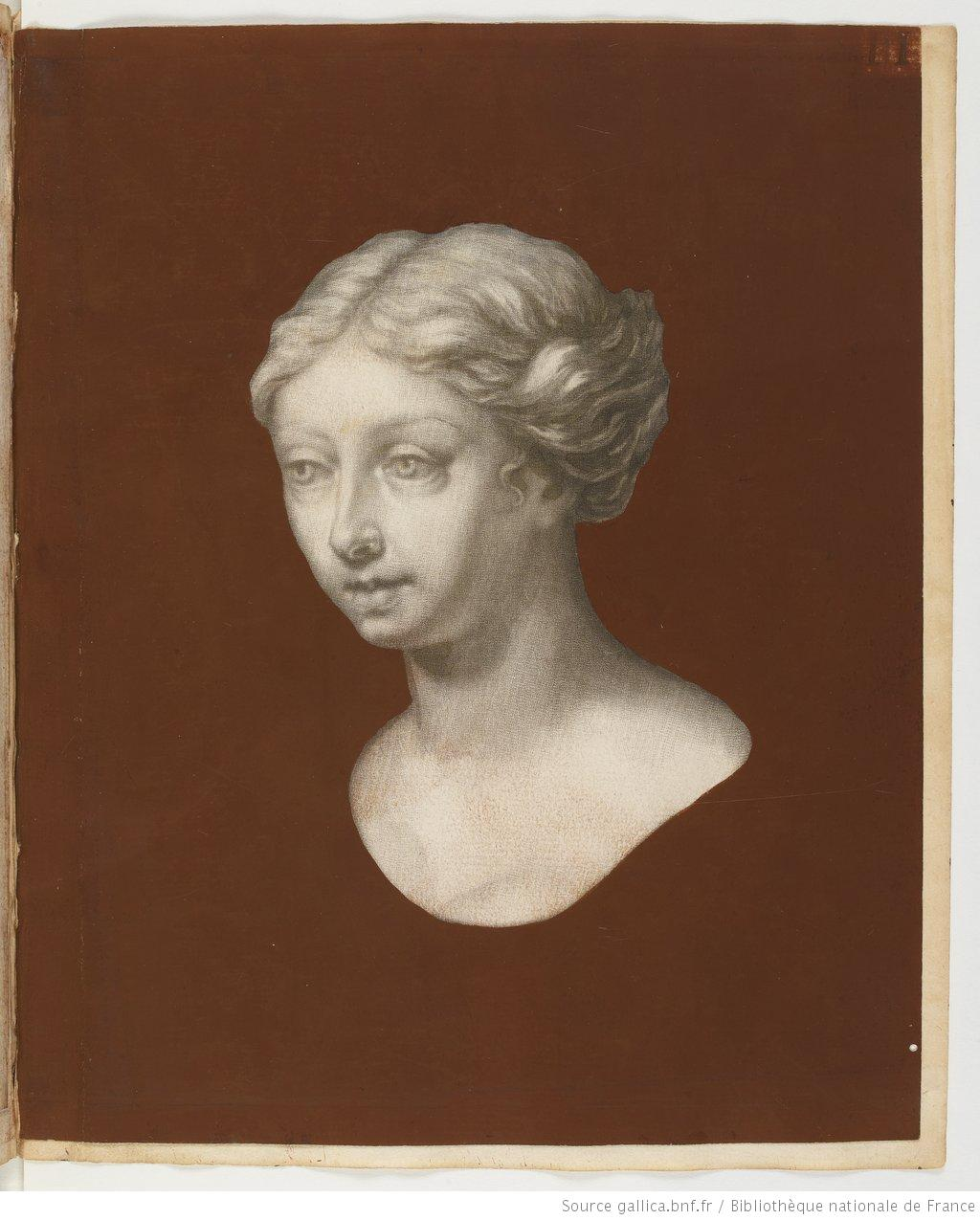
Fig. II
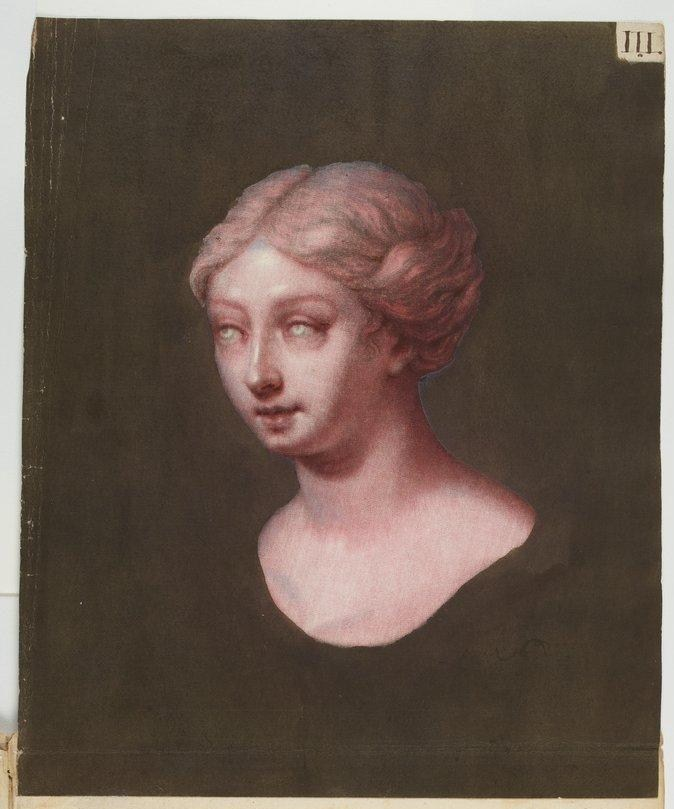
Fig. III
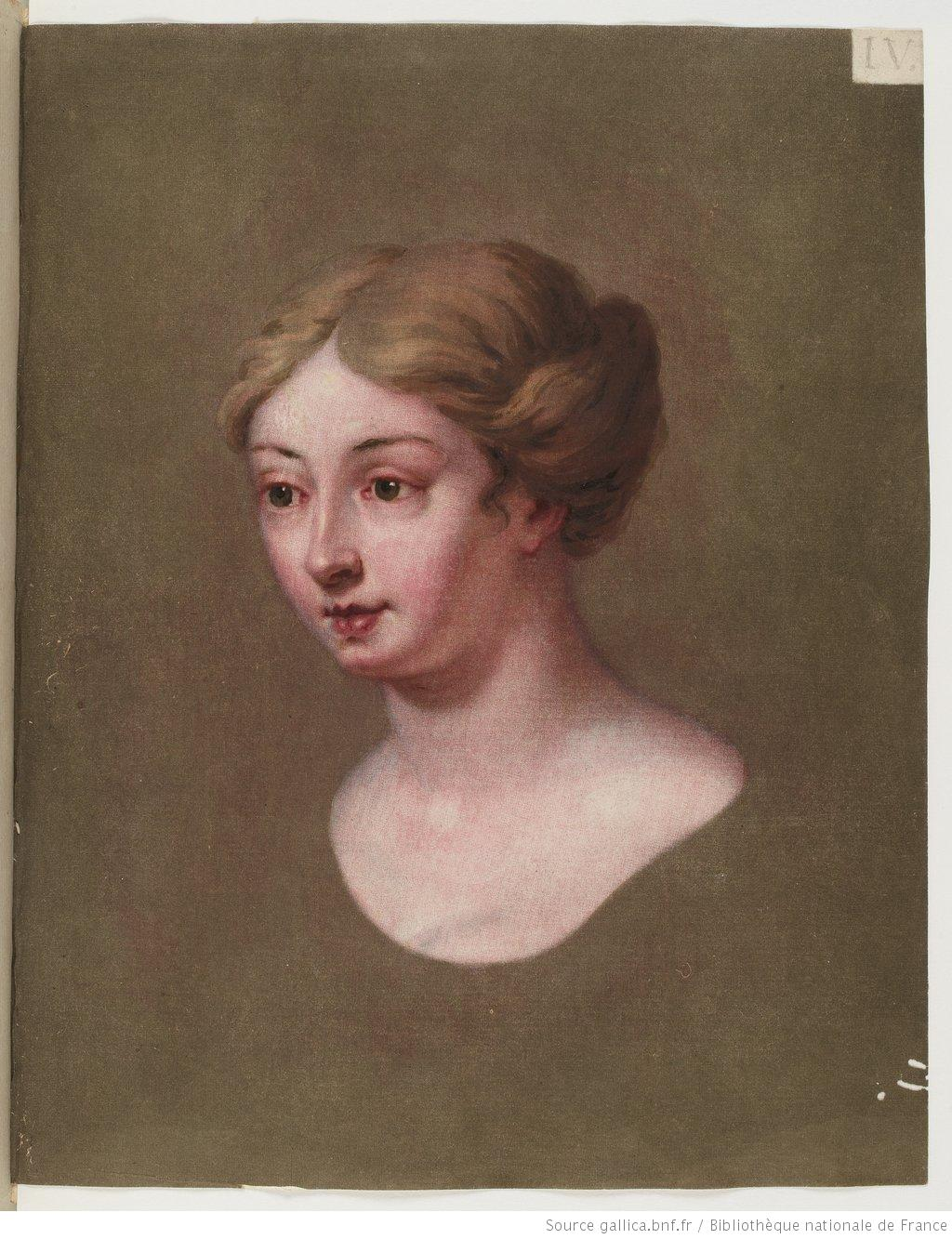
Fig. IV

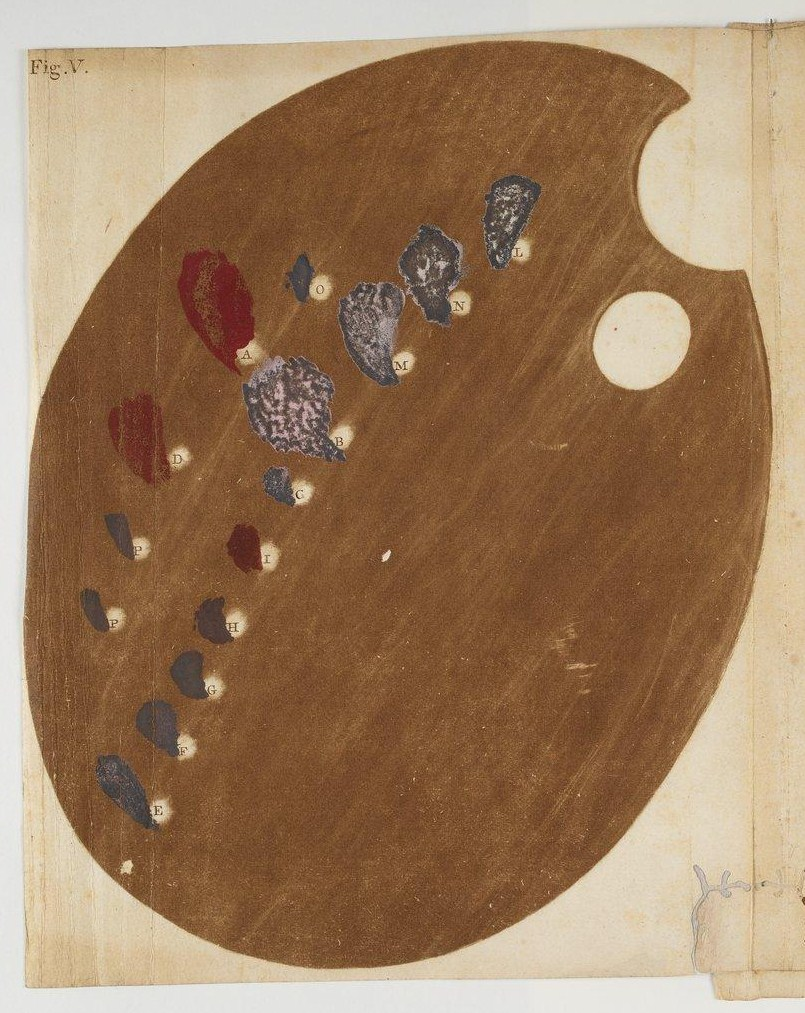
Fig. V
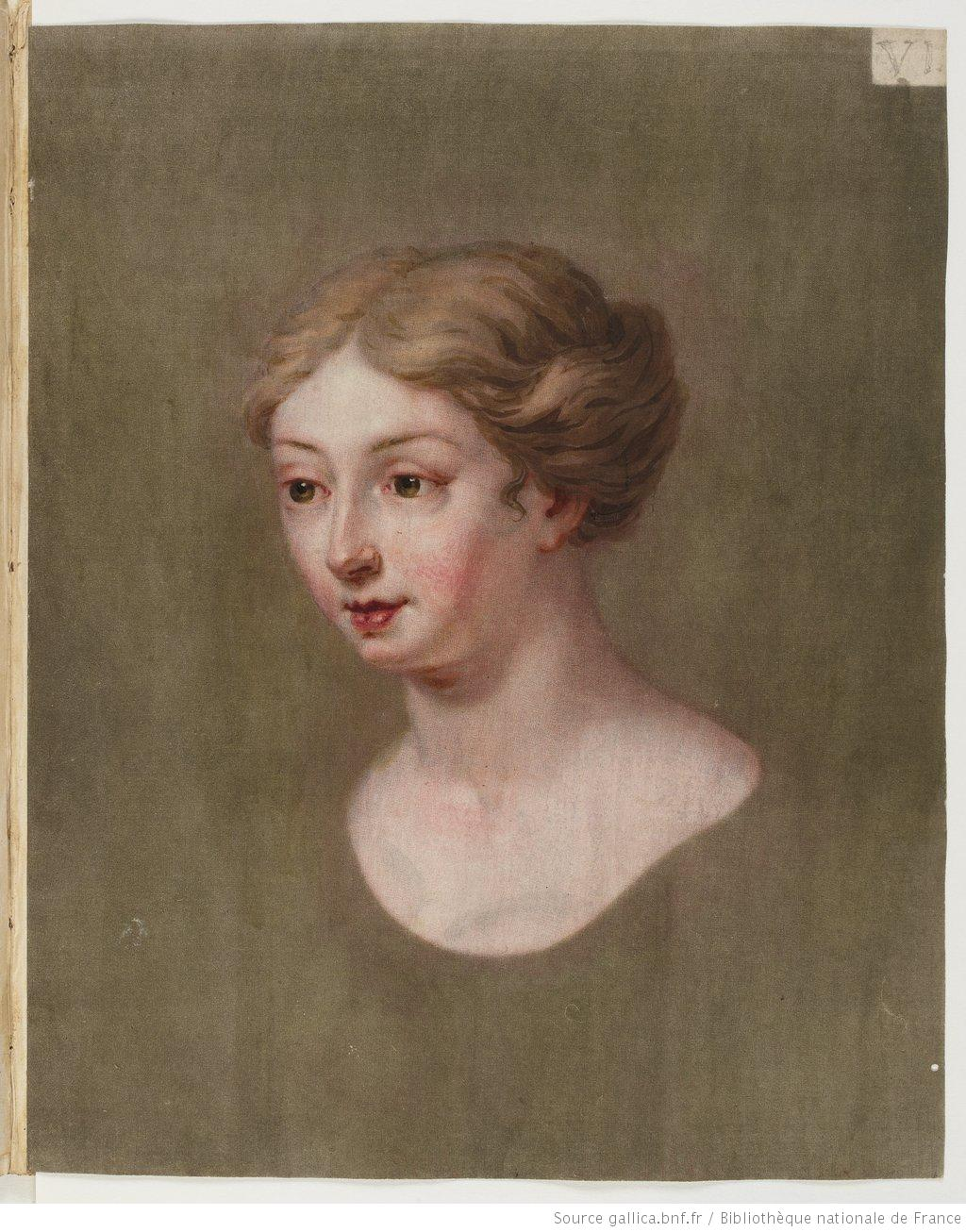
Fig. VI
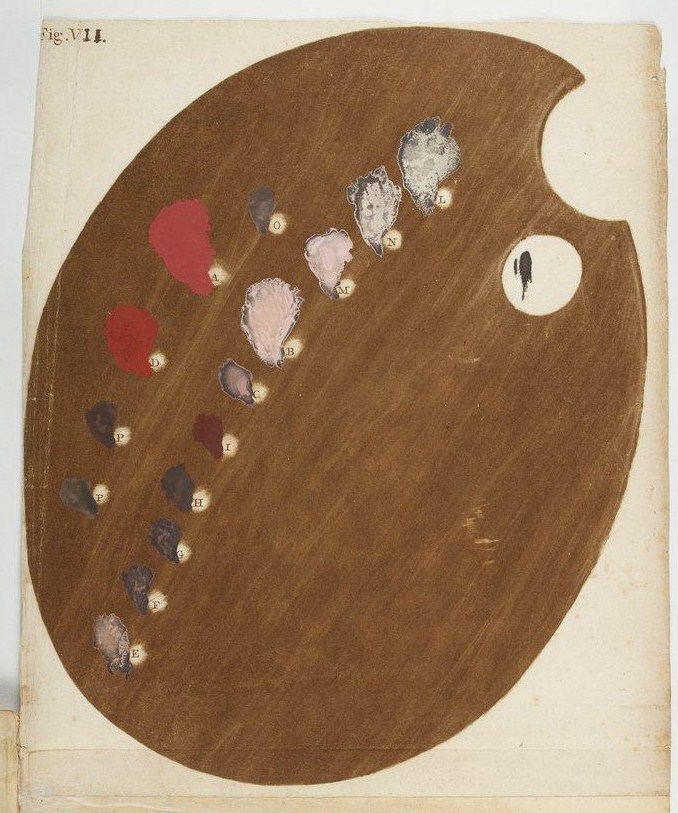
Fig. VII
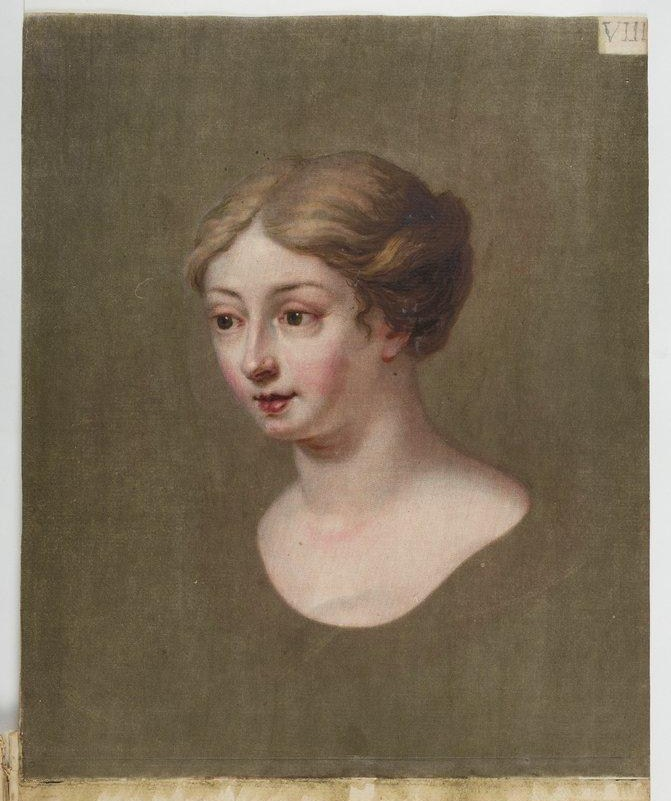
Fig. VIII
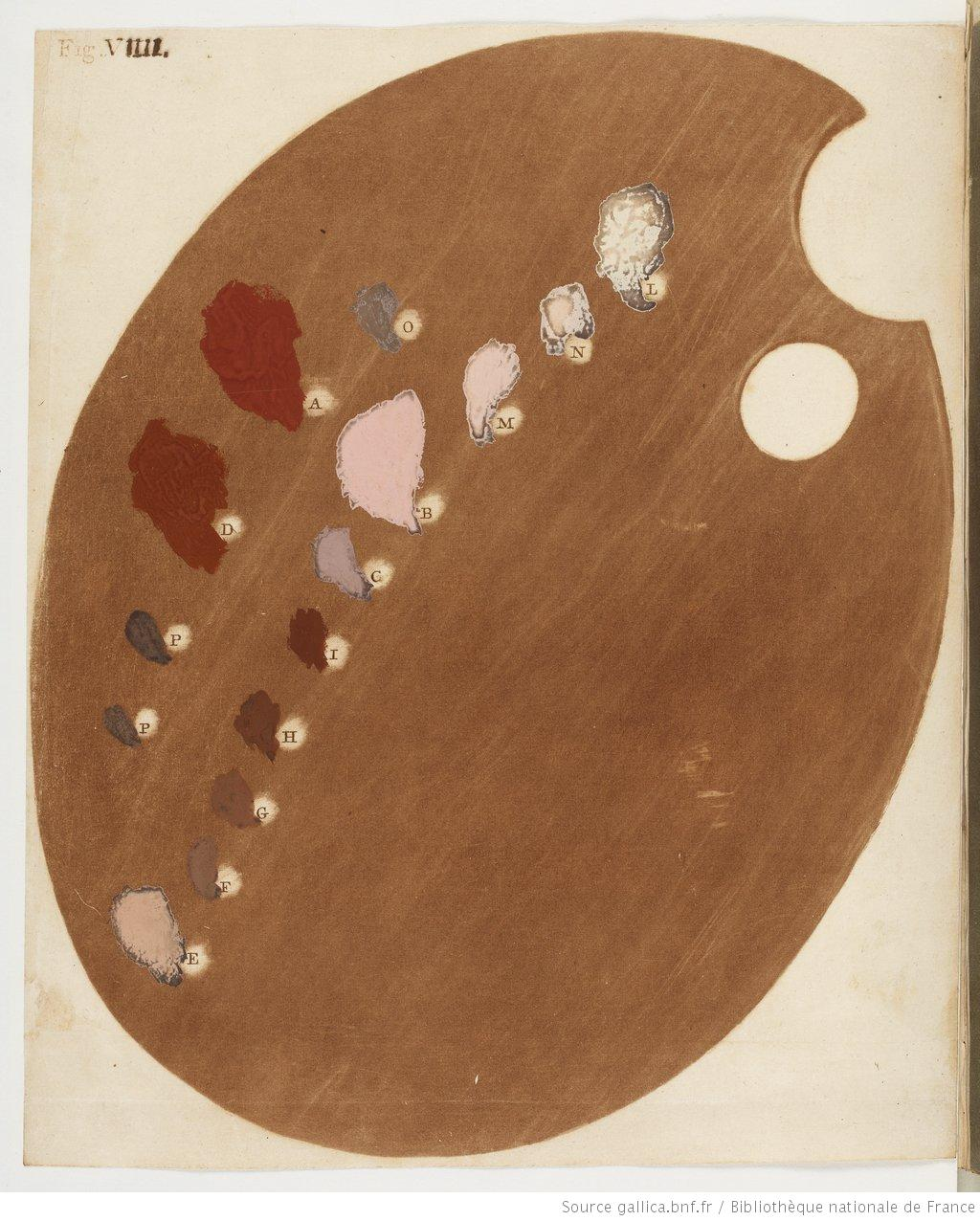
Fig. VIIII

### Réception de l'impression en demi-teintes couleurs
Le Blon présente son invention en France alors que l'Académie royale de peinture et de sculpture et même la Cour sont encore agitées par la querelle du coloris, et que la publication de l'Opticks d'Isaac Newton transforme la question de la couleur entre un problème d'artisans malodorants aux mains sales et d'une honnêteté douteuse en question philosophique, discutée par des savants.
Le travail de Le Blon importe aux savants, en ce qu'il prouve par la pratique que trois couleurs primaires suffisent pour en reproduire une multitude d'autres, et que cela leur semble contradictoire avec le choix de Newton de distinguer, dans le spectre, sept couleurs primitives.
Il intervient dans la querelle du coloris en ce que dans la manière noire, de surcroît en couleurs, le dessin apparaît comme secondaire, par rapport à sa primauté dans la gravure au burin. Il ne peut obtenir l'approbation du parti du dessin, dominant l'Académie. Cependant, le parti de la couleur, Roger de Piles le premier, ne se cache pas que les couleurs obtenues en gravure, même mises en valeur au mieux, c'est-à-dire le papier collé sur toile, vernis et encadré (DPP), n'atteignent pas la splendeur de celles d'un Rubens. On n'obtient que des « tons approchant des tableaux qui servent d'originaux ».
Si le talent et le métier de Le Blon ont réussi à produire des gravures de qualité, ses nombreux successeurs semblent s'être prudemment cantonnés à des travaux d'illustration de botanique ou d'anatomie ; « pour les tons de chairs, ils sont composés d'un mélange trop difficile pour qu'on puisse en attendre un grand succès(AB, p. 125) ».

## Publications

### Écrits
- Jacob Christoph Le Blon, Coloritto : L'harmonie du coloris dans la peinture ; reduite en pratique mecanique et à des regles sures & faciles : avec des figures en couleur, pour en faciliter l'intelligence, non seulement aux peintres, mais à tous ceux qui aiment la peinture., Londres, s.n., 1725 (lire en ligne)[20] : édition dédiée à Robert Walpole, augmentée de l'appendice et des 4 planches hors-texte à savoir 2 versions supplémentaires du visage de jeune-fille, accompagnées des deux palettes de couleurs correspondantes — bilingue anglais-français.
- Antoine Gautier de Montdorge et Jacques Christophe Leblon, L'art d'imprimer les tableaux, Paris, P.-G. Le Mercier, 1756 (lire en ligne) - réédition augmentée, revue et corrigée, reprenant le Coloritto anglais-français avec un retirage des planches hors-textes[21], et y ajoutant un essai illustré sur l'histoire et les techniques de gravure inspiré d'Abraham Bosse.

### Estampes conservées de Le Blon
Réserve de la Bibliothèque nationale de France : 
- Portrait du cardinal Fleury d'après une peinture de Hyacinthe Rigaud avec ses quatre teintes séparées, 1738
- Portrait de Louis XV de France, 1739

Autres lieux :
- Bonaventura van Overbeek, taille-douce d'après Cornelis Vermeulen (1709)
- Ernst Wilhelm von Salisch, gravure en couleurs (avant 1725, Fitzwilliam Museum)